# Typopsilopa moruensis
Typopsilopa moruensis är en tvåvingeart som beskrevs av Canzoneri och Raffone 1987. Typopsilopa moruensis ingår i släktet Typopsilopa och familjen vattenflugor.
Artens utbredningsområde är Kenya. Inga underarter finns listade i Catalogue of Life.